# Arethusa-klass (1934)
Arethusa-klass var en klass av lätta kryssare som byggdes för Royal Navy mellan 1933 och 1937, som tjänstgjorde under andra världskriget. Klassen var planerad att bestå av sex fartyg men de två sista, Polyphemus och Minotaur, beställdes 1934 istället som den större Town-klassens HMS Southampton och HMS Newcastle. Arethusa var en mindre version av de tre sista fartygen i den tidigare Leander-klassen och hade som sina förefångare två separata maskinrum och skorstenar för att ge redundans i framdrivningen. Konstruktionen bedömdes klara minimikraven för att bekämpa hjälpkryssare som hotade handelssjöfarten. Samtidigt så gjorde kravet på fartresurser för att fartygen skulle klara av att operera med flottan att besparingarna i vikt helt fick lösas genom lättare beväpning och mindre pansarskydd.

## Fartyg

### HMSArethusa(26)
Påbörjad: 25 januari 1933, Sjösatt: 6 mars 1934, Tagen i tjänst: 21 maj 1935, Avrustad: oktober 1945, Skrotad: 1950

Sjösattes den 6 mars 1934 från Chatham Royal Dockyard.

### HMSGalatea(71)
Påbörjad: 2 juni 1933, Sjösatt: 9 augusti 1934, Tagen i tjänst: 3 september 1935, Sänkt: 15 december 1941

Sjösattes den 9 augusti 1934 från Scotts, Greenock. Torpederad av den tyska ubåten U-557 utanför Alexandria, 15 december 1941

### HMSPenelope(97)
Påbörjad: 30 maj 1934, Sjösatt: 15 oktober 1935, Tagen i tjänst: 12 november 1936, Sänkr: 18 februari 1944

Sjösattes den 15 oktober 1935 från Harland & Wolff, Belfast. Torpederad av den tyska ubåten U-410 utanför Anzio 18 februari 1944

### HMSAurora(12)
Påbörjad: 23 juli 1935, Sjösatt: 20 augusti 1936, Tagen i tjänst: 8 november 1937, Såld: 1948, Skrotad: 1960

Sjösattes den 20 augusti 1936 från Portsmouth Royal Dockyard. Överförd till Republiken Kina som Chungkinh 1950, erövrad av Kommunist Kina som Tchoungking 1949, Hsuang Ho 1951, Pei Ching 1951, Kuang Chou 1958, senare skrotad.